# Pastillas Juanola
Las pastillas Juanola son diminutas píldoras para chupar comercializadas en las farmacias españolas desde 1906. Su fórmula incluye regaliz, mentol, eucalipto y otros aceites esenciales. Fueron creadas en el laboratorio de una pequeña farmacia del barrio de Gracia en Barcelona por el boticario Manuel Juanola Reixach. Es característica su forma romboidal. En 1908 se proyectaban ya imágenes fijas en los cines barceloneses, y en 1912 fueron registradas como especialidad farmacéutica. En el inicio de la década de 1930 ya estaban a la venta en toda España y en la de 1950 se puso en marcha la primera red nacional de representantes.
La masa de las pastillas contiene un 49% de regaliz y otro tanto de almidón además de un 2% del ‘remedio natural’ secreto. El proceso de preparación de las pastillas dura tres días; en el primero se realizan el amasado, estirado y secado de las tortas de masa; en el segundo día se cortan y tamizan los trozos resultantes, y el tercer día se revisan las piezas.
Aunque en 1998 la marca fue adquirida por el grupo farmacéutico Angelini Farma Lepori, todo el proceso artesanal de fabricación se realiza en Sant Quirze del Vallès por un equipo de tan solo 7 operarios.
En un contexto popular ha podido encontrarse a las “Juanolas” en programas de televisión, en una pregunta del Trivial, en novelas como La sombra del viento de Carlos Ruiz Zafón o en películas como Luces y sombras de Jaime Camino.

## Enlaces externos

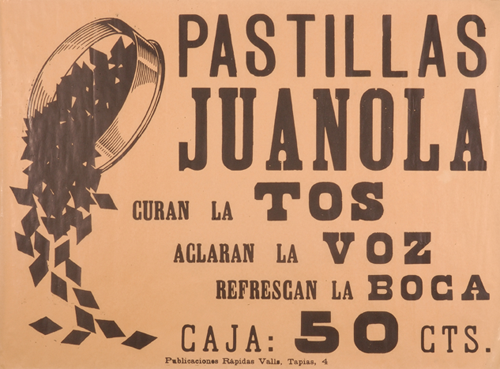
Antiguo cartel publicitario